# Matinno

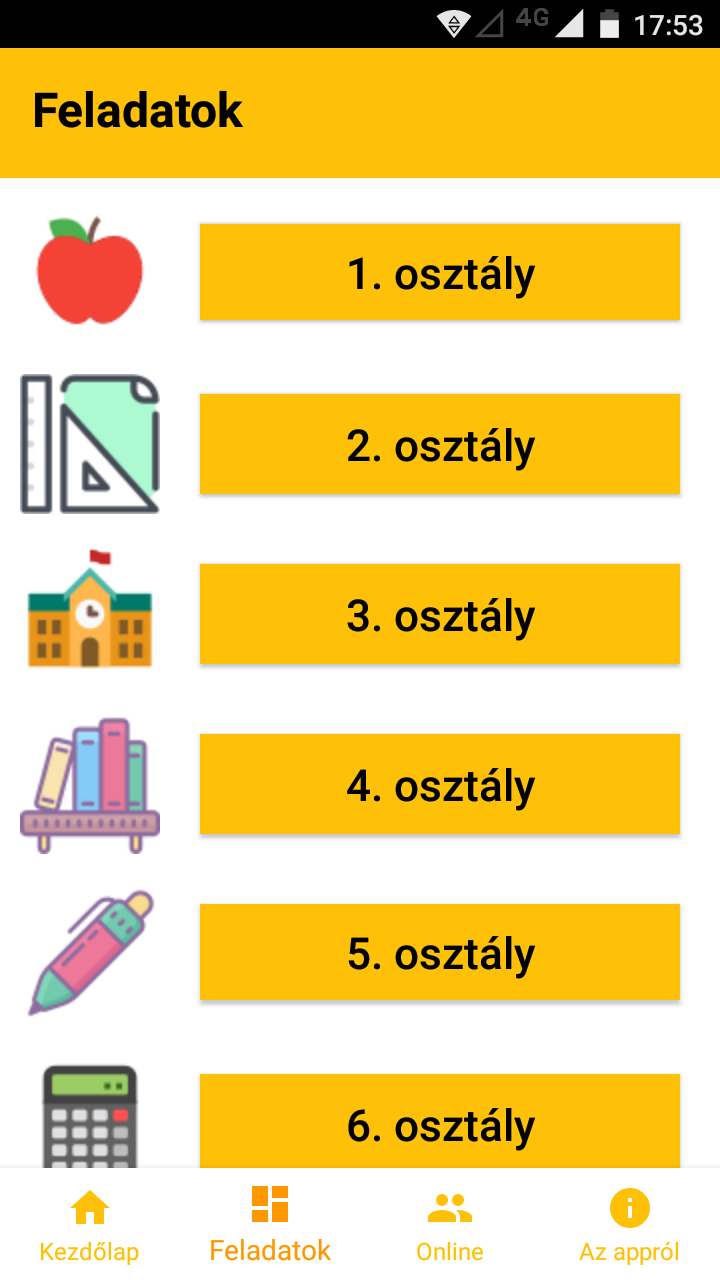

A Matinno egy sokszínű matematikagyakorló alkalmazás, amely olyan feladatsorokat tartalmaz, melyek tökéletesen illeszkednek a magyar oktatási rendszer követelményeihez. A teljes általános iskolai tananyagot lefedi. Ezeket a feladatokat bárki kiegészítheti a Matinno Online-ban.

## A fejlesztés
A fejlesztés 2019 márciusától 2020 februárjáig tartott Java és PHP nyelven, Android Studio IDE segítségével. Az alkalmazás fő fejlesztője és tervezője Horváth Milán.